# Лодырь (фильм)
«Лодырь» (фр. Tire-au-flanc) — французский немой комедийный фильм Жана Ренуара, снятый летом 1928 года. Картина создана по одноимённому водевилю Андре Муэзи-Эона и Андре Сильвана, который впервые был издан и поставлен на сцене в 1904 году. Идея второй экранизации популярной пьесы пришла продюсеру Пьеру Бронберже, уже работавшему ранее с Ренуаром. Ему удалось получить финансирование от любовника актрисы Фридетт Фаттон с условием, что она сыграет в фильме. Продюсер рассказал режиссёру о новом проекте, не думая, что это может вызвать у него интерес. Ренуар находился в то время в затруднительном положении, вызванном провалом в прокате нескольких его работ, и согласился подумать. Познакомившись с Фридетт, режиссёр решился поставить с ней фильм. Сценарий был создан Ренуаром и Клодом Эйманном, которые частично использовали в нём впечатления от своей армейской службы. Большой удачей стало приглашение театральных актёров Жоржа Помьеса и Мишеля Симона.
Фильм вышел на экраны 18 июля 1928 года, но не имел успеха ни у публики, ни у критики. Однако со временем «Лодырь» стал признаваться одной из наиболее значительных дозвуковых лент Ренуара. В нём нашли отражение некоторые приёмы и мотивы, ставшие характерными для более зрелого творчества классика. Критик и режиссёр Франсуа Трюффо, в целом положительно отозвавшийся о комедии, назвал её одной из самых смешных, которые были сняты во Франции.

## Над фильмом работали
Актёрский состав:
| Жорж Помьес     | Жан Дюбуа д’Омбель |
| Мишель Симон    | Жозеф Тюрло, слуга |
| Феликс Удар     | полковник Брошар   |
| Фридетт Фаттон  | Жоржетта, субретка |
| Жан Сторм       | лейтенант Домель   |
| Жанна Эльблинг  | Соланж Бланден     |
| Поль Вельса     | капрал Бурраш      |
| Манюэль Рааби   | унтер-офицер       |
| Марианна        | мадам Блонден      |
| Манюэль Рааби   | унтер-офицер       |
| Катрин Гесслинг |                    |
| Андре Серф      |                    |
| Макс Дальбан    |                    |

Съёмочная группа:
| Роль            | Имя                                                                               |
| --------------- | --------------------------------------------------------------------------------- |
| Режиссёр        | Жан Ренуар                                                                        |
| Производство    | Néo-Films                                                                         |
| Авторы сценария | Жан Ренуар, Клод Эйманн, Андре Серф по водевилю Андре Муэзи-Эона и Андре Сильвана |
| Оператор        | Жан Башле                                                                         |
| Художник        | Эрик Аэ                                                                           |
| Титры и рисунки | Андре Риго                                                                        |
| Прокат          | Films-Armor, Пьер Бронберже                                                       |

## Сюжет
В начальных титрах фильма присутствует изречение: «В армии порой полезно считаться идиотом, но главное — не перестараться». Главный герой фильма — поэт Жан Дюбуа д’Омбель, которого не прельщает служба в армии, тяжело переживает эту перспективу готовясь проститься со своим «призванием поэта, в обмен на призвание пехотинцем». В честь этого события организуется званый ужин. Его тетушка мадам Блонден всячески старается облегчить ему воинскую службу, заручившись протекцией у полковника Брошара — командира полка, в котором предстоит служить Жану. Полковник, видя неуклюжесть и непрактичность поэта, приходит к выводу, что он не совсем в своём уме. Несмотря на просьбу мадам Блонден о том, чтобы пристроить Жана в полковую канцелярию, полковник ей отказывает, указывая на то, что молодежь должна пройти все тягости армейской службы. Жозефа, неисправимого весельчака и бабника, отправляют в армию в помощь Жану.
В армии поэт сразу же становится мишенью классических казарменных шуток, а Жозеф легко приспосабливается к такой жизни. Их невесты также участвуют в полковой жизни: легкомысленная девушка Жана (его кузина Соланж Блонден) флиртует с обходительным лейтенантом Домелем, а Жоржетта становится буфетчицей и «звездой» воинской части. За свои невольные чудачества и неприспособленность к армейским будням Жан неоднократно был наказан, но молодой поэт старается стойко переносить превратности судьбы, попадая в различные комедийные ситуации. У него появляется мстительный недоброжелатель, который строит ему всяческие козни. В результате их противостояния был сорван концерт и возник пожар, что было усугублено неумелыми действиями Жана, которому теперь грозят крупные неприятности. Но полковник сменил гнев на милость признав, что армия пошла поэту на пользу. После этого любящие пары смогли воссоединиться.

## Создание

### Предыстория
Классик французского кино Жан Ренуар отрицательно отзывался о своих дозвуковых картинах: «Я снял всего один фильм — „Нана“; остальное — это спорт и коммерция». По мнению киноведа Пьера Лепроона, в то время по такому пути вынуждены были пойти многие другие видные французские кинорежиссёры (Жан Эпштейн, Марсель Л’Эрбье, Жермена Дюлак). Эти кинематографисты, чтобы иметь возможность создавать оригинальные произведения, вынуждены были снимать заведомо коммерческую продукцию. Про этот период Ренуар позже писал, что находил для себя проекты и снимал «бесцветные фильмы», которые не имели успеха, но подходили продюсерам: «Они считали мою работу „коммерческой“. На жаргоне кинематографистов коммерческий фильм — не тот, который делает кассовые сборы, а тот, который задуман и выполнен по канонам рынка». Во многих из этих фильмов принимала участие Катрин Гесслинг, первая жена режиссёра. После «Нана» он снял «фантастический этюд» в духе картин Жоржа Мельеса — «Чарльстон» (1927), мелодраму «Маркитта» (1927) и драму по одноимённой рождественской сказке датского писателя Ханса Христиана Андерсена «Девочка со спичками» (1928). Во всех них главные роли сыграла его первая жена. В конце 1920-х годов их отношения ухудшились, они стали проживать отдельно, а в 1930-м году развелись.

### Создание
Популярный трёхактный водевиль на армейскую тематику драматургов Андре Муэзи-Эона и Андре Сильвана «Лодырь» (Tire-au-flanc), впервые опубликованный в 1904 году и в том же году поставленный на сцене парижского театра «Дезаже» (Théâtre Déjazet), в общей сложности экранизировался пять раз (впервые в 1912 году), причём в трёх случаях (1928, 1933 и 1950-м годах) оператором был Жан Башле. В 1961 году была поставлена пятая киноадаптация пьесы — «Лодырь 62». Её сняли режиссёр Клод де Живре и Франсуа Трюффо. К октябрю 1928 года на сцене театра «Дезаже» она ставилась более 3000 раз.
По воспоминаниям продюсера Пьера Бронберже, с которым Ренуар ранее сотрудничал при создании своего экспериментального фильма «Чарльстон», идея повторной экранизации водевиля на армейскую тему возникла, когда его племянник, влюблённый в актрису Фридетт Фаттон сообщил, что её богатый поклонник хочет профинансировать фильм с её участием. Бронберже встретился с актрисой, а затем с её любовником. Этому «серьёзному господину» он предложил несколько проектов, которые могли бы заинтересовать объект его страсти. В итоге они остановились на экранизации водевиля «Лодырь», причём спонсор выделил на неё 700 тысяч франков. На следующий день к Бронберже зашёл Ренуар, находившийся в удручённом состоянии. Хозяин рассказал ему о новом проекте, не думая, что это может вызвать интерес режиссёра, но тот, к его удивлению, попросил дать ему время подумать. Познакомившись с Фридетт, Ренуар согласился снять с ней фильм. Киновед Паскаль Мерижо, автор критической биографии режиссёра, скептически отнёсся к воспоминаниям Бронберже, назвав их приукрашенными, но в целом верно передающими кинематографическую обстановку того времени. Ренуар принялся за переработку пьесы. При создании сценария ему помогал Клод Эйманн, большой любитель кино. Он позже говорил о своём знакомстве с режиссёром, что «шатался по съёмочной площадке „Нана“», а при создании «Лодыря» Ренуар сделал его сценаристом и ассистентом режиссёра.
Исполнителем роли Жана Дюбуа д'Омбеля, который оказался в армии, где его называют то «Поэтом», то «Безумцем» (по выражению Мерижо, по армейским понятиям это одно и то же) был утверждён танцор, мим, пародист Жорж Помьес. В ноябре 1928 года парижская газета Le Figaro писала, что исполнителю удалось создать оригинальный вид искусства, «которое приподнимает до интеллектуальных высот ту чистую акробатику, что есть в американском танце». Мерижо отметил, что Помьес оказался у Ренуара на своём месте: его персонаж в фильме «ловко передвигается в пространстве», что отлично контрастирует с нарочитой бесстрастностью его лица. На роль Жозефа, весёлого слуги главного героя, Ренуар пригласил театрального актёра Мишеля Симона. Знакомство между ними произошло благодаря режиссёру Альберто Кавальканти у которого актёр сыграл в своём втором фильме «Покойный Матиас Паскаль» (Feu Mathias Pascal; 1925). В сближении актёра и Ренуара видимо сыграл и брат последнего — Пьер, с которым Симон играл в Théâtre des Champs-Élysées в пьесе «Зигфрид» (1928) Жана Жироду. И Бронберже, и Ренуар вспоминали, что Фридетт каждый день появлялась на съёмочной площадке с новыми дорогими украшениями. На вопрос, откуда они берутся, она со смехом отвечала: «Это Артур!». И уточняла, что этот щедрый «Артур» — это её «зад». Мерижо предположил, что вероятно актриса легко поладила с любвеобильным Симоном. Про него некоторые даже отзывались, что он «сексуальный маньяк». Киновед также отметил, что, вероятно, отголоски близких отношений между актёрами проявились в первой, очень удачной сцене, когда их персонажи Жозеф и Жоржетта, целуются и при этом накрывают на стол. «На всём протяжении фильма взаимное желание сметает все преграды на их пути и, словно бурный поземный поток, питает почву сюжета», — писал Мерижо. Также в этой картине в нескольких эпизодах снялась Катрин Гесслинг (в роли школьной учительницы и девицы прогуливающейся перед казармой).
В картине нашли отражения некоторые армейские воспоминания Ренуара и Эйманна. Последний придумал несколько весёлых сцен, которые режиссёр долго не мог воплотить на экране. В одной из них, группа школьников натыкается в лесу на солдат в противогазах, проводивших учения. В другой Жан Дюбуа д’Омбель впервые попадает в казарму (съёмки проходили в казарме Ста гвардейцев в Сен-Клу). Щеголевато одетый, с чемоданчиком в руке он идёт через армейский двор, где офицеры почтительно отдают ему честь. Новобранец принимает это на свой счёт, но когда камера показывает сцену в более широком плане, то выясняется, что приветствия были адресованы не ему, а идущему вслед за ним полковнику. Эйманн говорил, что не может понять как Ренуару удалось снять эту сцену, но «шутка оказалась абсолютно непонятной, несчитываемой, как будто снятой задом наперёд».
Картина была снята летом 1928 года на киностудии Бронберже «Нео-фильм» (Néo-Films). Несмотря на то, что в этот период ни один из фильмов не был выбран лично Ренуаром, он позже писал в своих мемуарах «Моя жизнь и мои фильмы», что после нескольких недель работы, он уже посвящал себя с полной самоотдачей. В целом, по воспоминаниям Ренуара, съёмки комедии принесли ему глубокое удовлетворение. При этом он отметил, что его «Лодырь» не был тесно связан с пьесой — бурлеском «с трагическими и феерическими эпизодами». По словам самого режиссёра: «этот фильм коммерческого склада при скромном бюджете был снят довольно быстро». Ренуару было особенно дорого то, что он впервые сотрудничал с таким великим актёром как Мишель Симон. Также он отмечал памятную работу с танцором Жоржем Помьесом, который вскоре после завершения съёмок умер. После провала в прокате фильма «Нана», начиная с 1927 года, Ренуар был вынужден обратиться к съёмкам коммерческого кинематографа, продукцию которого сам же невысоко ставил. Позже он сделал исключение только для двух своих фильмов этого периода («Маленькая продавщица спичек» и «Лодырь»).

## Восприятие
Фильм вышел в прокат 18 июля 1928 года (по другим данным 13 июля) и встретил холодный приём. В консервативной парижской газете Journal des Débats Politiques et Littéraires 4 августа того же года заметили, что Ренуар впервые создал фильм, настолько «мало достойный разбора» и на нём не следует долго останавливаться. «Результат не из числа тех, которые следует принимать во внимание, однако нужно признать, что во время показа местами был слышен смех». Мерижо посчитал, что в этой рецензии проявилась тенденция, ставшая характерной при последующей оценке фильма. После появления на экране его сочли незаслуживающим внимания, а после приобретения через несколько десятилетий Ренуаром статуса великого режиссёра, недостойным классика. По мнению ряда киноведов, эта немая лента, в противоположность «Маленькой продавщице спичек», в фильмографии Ренуара является проходной, ярким примером тех вынужденных уступок, которые режиссёр делал следуя «гнёту» продюсеров, и по своему художественному значению стоит не слишком высоко. В этом ряду называют и другой фильм режиссёра с участием Симона — фарс «Ребёнку дают слабительное».
Критики Рене Жанн (René Jeanne) и Шарль Форд (Charles Ford) в своей «Истории кино» отрицательно отзывались о комедии: «Хуже того, в годы заката немого кино ещё и находишь имя Ренуара рядом с неким „Лодырем“, стоящим не больше, чем все прочие военные водевили, рассеянные по истории французского кино». Однако по мнению Андре Базена, эта точка зрения является ошибочной: «Хочется думать, что эти историки, которых подвела память, не пересмотрели очаровательного фильма, столь не похожего на прочие военные водевили». По мнению влиятельного критика и киноведа, который призывал внимательно относиться к творчеству Ренуара немого периода и даже к его фильмам с непоправимой коммерческой репутацией, «Лодырь» только внешне похож на традиционный армейский водевиль:
Немного больше внимания и чуткости — и вскоре разделишь явное удовольствие Жана Ренуара, с успехом отыскивающего выход за пределы навязанного ему жанра. „Лодырь“ гораздо большим обязан Маку Сеннету и Штрогейму, чем Муэзи-Эону. Сегодня мы прекрасно распознаём эту смесь комедии и трагедии, фантазии и жестокости — словом, эти поиски „весёлой драмы“, совершенным воплощением которой станут десять лет спустя „Правила игры“.
Базен отмечал необыкновенную свободу, с какой режиссёр, «по-королевски равнодушный к правдоподобию, допускает крайние преувеличения», а также «цитерианский» финал картины, который, по его мнению, тематически предвещает торжество любви в финале одного из последних фильмов Ренуара — «Елена и мужчины» (1956). Франсуа Трюффо также не был согласен с односторонней точкой зрения критиков, которые видели в фильме лишь типичный и сшитый на скорую руку армейский водевиль. Кроме того, по его мнению, «это не только одна из лучших немых лент Ренуара, но один из самых смешных фильмов, снятых во Франции». Историк кино Жорж Садуль, считал, что фильм был не столько стандартным французским водевилем из военной жизни, сколько комедией в американском духе, и в нём чётко прослеживается влияние Чаплина и Штрогейма. Кроме того, «Лодырь» выделяется благодаря великолепной игре танцора Помье и особенно Симона, а сам фильм, по словам Трюффо, рассказывал «о казарменной жизни столь же красноречиво, как „Ноль за поведение“ Виго — о жизни в коллеже».
Трюффо также отмечал, что фильм был снят под влиянием творчества высоко ценимого Ренуаром  Чаплина. Как характерную черту он особо выделял то, что при съёмках явно царили веселье и полная свобода импровизации. «Лодырь» остаётся шедевром живого кино, подобно «своему двоюродному дядюшке» чаплиновским «Чарли-солдат» или «Чарли в мюзик-холле». По мнению Трюффо, движения камеры в картине буквально «ошеломляют своей смелостью» и поражают своей изобретательностью, что особенно удивляет с учётом того, на какие скудные средства был снят фильм. Кинокамера «поворачивается, панорамирует, крутится, изворачивается и, „напрягаясь изо всех сил“, обшаривает общие планы, чтобы „любой ценой“ извлечь из них крупные планы». Кроме того, по оценке Трюффо, комедия входит в число тех немногочисленных произведений, где «так ярко запечатлена борьба жаждущего движения режиссёра со склонной к неподвижности аппаратурой, мало фильмов, в которых победа постановщика над обстоятельствами так очевидна».
Советский киновед Георгий Авенариус в книге «Жан Ренуар. (Очерк из истории кино во Франции)» (1938) назвал постановку творческой удачей режиссёра, в середине 1930-х годов сблизившегося с французскими левыми силами и поэтому получивший положительную оценку в СССР. Он обратил внимание на сам выбор сюжета — «антимилитаристскую» пьесу «Лодырь». Ренуару органично удалось модернизировать сюжет. Кроме того, фильм стал первым в его творчестве на современную тематику. Киновед Пьер Лепроон относил картину к периоду экспериментов режиссёра, который, тщетно пытаясь обойти трудности, переделал остроумный водевиль в немой фильм в котором мало что осталось от пьесы, но он получился не намного лучше его, так как искусство «не могло держаться на подобного рода пируэтах».
Мерижо отрицал, что создавая этот фильм, Ренуар шёл против своей натуры. По его мнению, наоборот, тема и материал соответствовали его весёлому, общительному характеру. Так, известно, что режиссёр любил «похулиганить». Он был любитель игры слов, «всевозможных двусмысленностей» и туалетного юмора. Причём такие склонности сохранялись и с годами, когда он уже был известен. Биограф назвал фильм очень смешным и смелым, в котором форма, возможно даже впервые у Ренуара, находится в соответствии с сюжетом и персонажами, а не создана «ради себя самой». По его оценке, «удивительная подвижность камеры» позволила показать на экране «пылкость» героев. Однако такой характер съёмки не скрывает от зрителя «главную ось» происходящего. Особенно показательна в этом отношении начальная сцена «Лодыря», которая напоминает стилистику фильма «Правила игры». В более раннем фильме камера отъезжает от гобелена с галантными сценами XVII века, после чего на экране появляются Жозеф и Жоржетта, накрывающие на стол и страстно целующиеся. Они поглощены друг другом настолько, что не слышат колокольчик, которым их вызывают хозяева. Симон—Фридетт является самой притягательной парой фильма, что достигается за счёт мастерства Симона, сумевшего воплотить в своём образе глубокую человечность, тепло и страстность.
По впечатлению Мерижо, работа Ренуара очень напоминает балет. Это происходит не столько из-за игры Помьеса, сколько посредством продуманной режиссёром хореографии, который, по всей видимости, «упивается внезапно открывшимся мастерством». Мерижо выступил также против того, что фильм стали относить к антивоенному, сатирическому высказыванию мастера. Напротив, здесь режиссёр сохранил верность солдатскому юмору, во-многом основанному на глупостях, несуразностях армейской жизни, но не осуждающего такой порядок. Так, аджюдан — «грубая скотина», полковник — «гуляка», призывники ведут себя словно «кретины, но вырастают славными солдатами», а заканчивается всё свадьбами. Подытоживая свои размышления о характере фильма, Мерижо заметил, что его квинтэссенция выражена во вступительном титре: «В армии порой полезно считаться идиотом, но главное — не перестараться».